# Tenny Tahamata
Tenny Tahamata (Tiel, 17 september 1963) is een Nederlandse bassist van Molukse afkomst.
Hij groeide op in de Molukse wijk van Tiel, waar veel muziek werd gemaakt. Dit varieerde van popmuziek tot traditionele Molukse liederen. Op zijn twaalfde begon Tahamata basgitaar te spelen.
Tijdens zijn schooltijd was hij roadie van de indo rockband Black Magic. Door af en toe in te vallen leerde hij hier de fijne kneepjes van het spelen van de bass. Verder speelde hij in verschillende bandjes van popmuziek tot funkrock. Hierna speelde Tahamata in de band van bluesrocker Rob Orlemans. Drie jaar was de band de begeleidingsband van Curtis Knight, waar een eind aan kwam toen Knight door ziekte kwam te overlijden. In 2000 werd hij bassist in de band van Julian Sas. Met Sas heeft hij diverse albums en dvd's gemaakt. In 2015 verliet hij de Julian Sas Band. Daarna heeft hij gespeeld met A.J. Plug en John F. Klaver. In 2019 vormde Tahamata een nieuwe band met de naam The Dead Alley Drivers met Bertine van Malsen, Franco Giacoia, Ronald Verbeek en Remco de Boer. Sinds januari 2020 is hij ook bassist van The Veldman Brothers. The Veldman brothers is in 2021 ter ziele gegaan. In 2023 is de Veldman Vintage project ontstaan. Deze samenstelling met Gerrit Veldman, Mathieu v Uden, Roland Bakker en Tenny Tahamata spelen covers uit de periode 1965-1975.